# Chelfham
Chelfham – wieś w Anglii, w hrabstwie Devon, w dystrykcie North Devon.